# Manga Time Kirara Forward
Manga Time Kirara Forward (まんがタイムきららフォワード?, Manga Taimu Kirara Fowādo) è una rivista giapponese di manga seinen pubblicata dalla Hōbunsha e venduta ogni 24 del mese. Forward è la quarta rivista nata da Manga Time Kirara, dopo Manga Time Kirara, Manga Time Kirara Carat e Manga Time Kirara Max. Forward venne pubblicata la prima volta il 23 marzo 2006.

## Manga serializzati
- Aldnoah.Zero
- Dōjin Work
- Ededen!
- Family Restaurant ☆ Smile
- Harukana receive
- Kimi to Boku o Tsunagu Mono
- Oni Nagi
- S Senjō no Tena
- Tamayomi[1]
- VS Goshujinsama
- Yurucamp